# Kim Do-keun
Kim Do-keun (kor. 김도근; ur. 2 marca 1972 w Gangneung) – południowokoreański piłkarz i trener, reprezentant kraju grający na pozycji pomocnika.

## Kariera klubowa
Kim Do-Keun swoją przygodę z futbolem rozpoczął w 1991 w akademickiej drużynie Uniwersytetu Hanyang. W 1995 podpisał kontrakt z zespołem Jeonnam Dragons. W barwach tej drużyny zajął drugie miejsce w K League 1 w sezonie 1997. W tym samym roku pomógł drużynie w wygraniu Pucharu Korei Południowej, a także zagrał w finale Korean League Cup. Zespół Dragons największy sukces na arenie międzynarodowej odniósł w 1999, kiedy to zagrał w finale Azjatyckiego Pucharu Zdobywców Pucharów. Łącznie przez 5 lat gry w Jeonnam zagrał w 85 spotkaniach, w których strzelił 19 bramek.
W 2000 odszedł do japońskiej ekipy Tokyo Verdy, w której zagrał w 14 spotkaniach. Pierwszą część sezonu 2001 spędził w Cerezo Osaka, po czym wrócił do Jeonnam Dragons. Największym osiągnięciem podczas drugiego okresu gry w drużynie Dragons był finał Pucharu Korei Południowej w 2003. Przez 4 lata gry dla tej ekipy zagrał w 74 spotkaniach, w których strzelił 4 bramki. Łącznie w latach 1995–2000 i 2001–2005 w barwach Dragons zagrał w 159 spotkaniach ligowych, w których strzelił 23 bramki. Sezon 2005 spędził w Suwon Samsung Bluewings. Pomógł drużynie w zwycięstwie w rozgrywkach Korean League Cup oraz Korean Super Cup. W 2006 został piłkarzem Gyeongnam FC, w którym po rozegraniu 14 spotkań zakończył karierę piłkarską.
| Sezon | Klub                    | Kraj             | Rozgrywki  | Mecze | Bramki |
| ----- | ----------------------- | ---------------- | ---------- | ----- | ------ |
| 1995  | Jeonnam Dragons         | Korea Południowa | K League 1 | 9     | 0      |
| 1996  | Jeonnam Dragons         | Korea Południowa | K League 1 | 29    | 9      |
| 1997  | Jeonnam Dragons         | Korea Południowa | K League 1 | 9     | 2      |
| 1998  | Jeonnam Dragons         | Korea Południowa | K League 1 | 18    | 6      |
| 1999  | Jeonnam Dragons         | Korea Południowa | K League 1 | 18    | 2      |
| 2000  | Jeonnam Dragons         | Korea Południowa | K League 1 | 2     | 0      |
| 2000  | Tokyo Verdy             | Japonia          | J1 League  | 14    | 0      |
| 2001  | Cerezo Osaka            | Japonia          | J1 League  | 13    | 0      |
| 2001  | Jeonnam Dragons         | Korea Południowa | K League 1 | 3     | 0      |
| 2002  | Jeonnam Dragons         | Korea Południowa | K League 1 | 25    | 3      |
| 2003  | Jeonnam Dragons         | Korea Południowa | K League 1 | 41    | 1      |
| 2004  | Jeonnam Dragons         | Korea Południowa | K League 1 | 5     | 0      |
| 2005  | Suwon Samsung Bluewings | Korea Południowa | K League 1 | 12    | 0      |
| 2006  | Gyeongnam FC            | Korea Południowa | K League 1 | 14    | 0      |

## Kariera reprezentacyjna
Uczestnik Igrzysk Olimpijskich 1992 w Barcelonie, na których nie zagrał w żadnym ze spotkań, a Korea Południowa odpadła po fazie grupowej. Karierę reprezentacyjną rozpoczął 11 marca 1993 w meczu przeciwko reprezentacji Kanady, przegranym 0:2.
W 1998 otrzymał od trenera Cha Bum-kuna powołanie na Mistrzostwa Świata 1998 we Francji. Na turnieju zagrał w trzech meczach grupowych z Meksykiem, Holandią i Belgią. Powołany był także na Złoty Puchar CONCACAF 2002, gdzie wystąpił w spotkaniu fazy grupowej z Kanadą. Po raz ostatni w reprezentacji zagrał 16 kwietnia 2003 w meczu przeciwko Japonii, przegranym 0:1. Łącznie Kim Do-keun w latach 1993–2003 wystąpił w 23 spotkaniach, w których strzelił jedną bramkę (przeciwko Brazylii).
| Mecze i gole w reprezentacji | Mecze i gole w reprezentacji | Mecze i gole w reprezentacji | Mecze i gole w reprezentacji | Mecze i gole w reprezentacji | Mecze i gole w reprezentacji | Mecze i gole w reprezentacji |
| #                            | Data                         | Miasto                       | Przeciwnik                   | Gol                          | Wynik                        | Rozgrywki                    |
| ---------------------------- | ---------------------------- | ---------------------------- | ---------------------------- | ---------------------------- | ---------------------------- | ---------------------------- |
| 1.                           | 11.03.1993                   | Victoria                     | Kanada                       |                              | 0:2                          | towarzyski                   |
| 2.                           | 28.05.1997                   | Daejeon                      | Hongkong                     |                              | 4:0                          | El. MŚ 1998                  |
| 3.                           | 10.08.1997                   | Seul                         | Brazylia                     | Gol                          | 1:2                          | towarzyski                   |
| 4.                           | 01.04.1998                   | Seul                         | Japonia                      |                              | 2:1                          | towarzyski                   |
| 5.                           | 15.04.1998                   | Bratysława                   | Słowacja                     |                              | 0:0                          | towarzyski                   |
| 6.                           | 18.04.1998                   | Skopje                       | Macedonia Północna           |                              | 2:2                          | towarzyski                   |
| 7.                           | 22.04.1998                   | Belgrad                      | Jugosławia                   |                              | 1:3                          | towarzyski                   |
| 8.                           | 16.05.1998                   | Seul                         | Jamajka                      |                              | 2:1                          | towarzyski                   |
| 9.                           | 27.05.1998                   | Seul                         | Czechy                       |                              | 2:2                          | towarzyski                   |
| 10.                          | 04.06.1998                   | Seul                         | Chiny                        |                              | 1:1                          | towarzyski                   |
| 11.                          | 13.06.1998                   | Lyon                         | Meksyk                       |                              | 1:3                          | MŚ 1998                      |
| 12.                          | 20.06.1998                   | Marsylia                     | Holandia                     |                              | 0:5                          | MŚ 1998                      |
| 13.                          | 25.06.1998                   | Paryż                        | Belgia                       |                              | 1:1                          | MŚ 1998                      |
| 14.                          | 28.03.1999                   | Seul                         | Brazylia                     |                              | 1:0                          | towarzyski                   |
| 15.                          | 12.06.1999                   | Seul                         | Meksyk                       |                              | 1:1                          | Korea Cup                    |
| 16.                          | 15.06.1999                   | Seul                         | Egipt                        |                              | 0:0                          | Korea Cup                    |
| 17.                          | 19.06.1999                   | Seul                         | Chorwacja                    |                              | 1:1                          | Korea Cup                    |
| 18.                          | 26.04.2000                   | Seul                         | Japonia                      |                              | 1:0                          | towarzyski                   |
| 19.                          | 07.10.2000                   | Dubaj                        | Australia                    |                              | 4:2                          | towarzyski                   |
| 20.                          | 16.09.2001                   | Busan                        | Nigeria                      |                              | 2:1                          | towarzyski                   |
| 21.                          | 09.12.2001                   | Seogwipo                     | Stany Zjednoczone            |                              | 1:0                          | towarzyski                   |
| 22.                          | 02.02.2002                   | Los Angeles                  | Kanada                       |                              | 1:2                          | Złoty Puchar CONCACAF 2002   |
| 23.                          | 16.04.2003                   | Seul                         | Japonia                      |                              | 0:1                          | towarzyski                   |

## Kariera trenerska
Jako trener pracował na Uniwersytecie Hanyang i Gwangyang Jecheol High School. Od 2009 jest szkoleniowcem rezerw klubu Jeonnam Dragons.

## Sukcesy
Jeonnam Dragons
- Wicemistrzostwo K League 1 (1): 1997
- Finał Azjatyckiego Pucharu Zdobywców Pucharów (1): 1999
- Puchar Korei Południowej (1): 1997
- Finał Pucharu Korei Południowej (1): 2003
- Finał Korean League Cup (2): 1997

Suwon Samsung Bluewings
- Korean League Cup (1): 2005
- Korean Super Cup (1): 2005